# Viktoriya Grigorova
Viktoriya Grigorova est une joueuse bulgare de volley-ball née le 25 juillet 1990 à Sofia. Elle mesure 1,89 m et joue au poste de centrale. 

## Clubs
| Club                 | De        | À         |
| -------------------- | --------- | --------- |
| Levski Sofia         | 2009-2010 | 2009-2010 |
| CSM Bucureşti        | 2011-2011 | 2011-2011 |
| Levski Sofia         | 2011-2012 | 2011-2012 |
| CSU Târgu Mureș      | 2012-2013 | 2012-2013 |
| Salihli Belediyespor | 2013-2014 | 2013-2014 |
| Rota Koleji İzmir    | août 2014 | déc 2014  |
| Maritsa Plovdiv      | 2015-2016 | …         |

## Palmarès
- Championnat de Bulgarie
  - Vainqueur : 2009, 2016, 2017, 2018, 2019, 2020.
  - Finaliste : 2008.
- Coupe de Bulgarie
  - Vainqueur : 2006, 2007, 2009, 2017, 2018, 2019.
  - Finaliste : 2008, 2010, 2016.
- Supercoupe de Bulgarie
  - Vainqueur : 2015.